# Skeletocutis nivea
Skeletocutis nivea са вид агарикални гъби от семейство Polyporaceae.
Таксонът е описан за пръв път от Жан Келер през 1979 година.

## Вариетети
- Skeletocutis nivea var. diluta
- Skeletocutis nivea var. nivea